# Berdesinskiïta
La berdesinskiïta és un mineral de la classe dels òxids. Rep el seu nom del professor Waldemar Berdesinski (1911-1990), cristal·lògraf de la Universitat de Heidelberg, Alemanya.

## Característiques
La berdesinskiïta és un òxid de fórmula química V3+
2TiO₅. Cristal·litza en el sistema monoclínic. És isostructural amb una espècie encara sense anomenar, polimorfa monoclínica de la pseudobrookita. La seva duresa a l'escala de Mohs es troba entre 6 i 6,5.
Segons la classificació de Nickel-Strunz, la berdesinskiïta pertany a «04.CB: Òxids amb proporció metall:oxigen = 2:3, 3:5, i similars, amb cations de mida mitja» juntament amb els següents minerals: brizziïta, corindó, ecandrewsita, eskolaïta, geikielita, hematites, ilmenita, karelianita, melanostibita, pirofanita, akimotoïta, auroantimonita, romanita, tistarita, avicennita, bixbyita, armalcolita, pseudobrookita, mongshanita, zincohögbomita-2N2S, zincohögbomita-2N6S, magnesiohögbomita-6N6S, magnesiohögbomita-2N3S, magnesiohögbomita-2N2S, ferrohögbomita-6N12S, pseudorútil, kleberita, oxivanita, olkhonskita, schreyerita, kamiokita, nolanita, rinmanita, iseïta, majindeïta, claudetita, estibioclaudetita, arsenolita, senarmontita, valentinita, bismita, esferobismoïta, sillenita, kyzylkumita i tietaiyangita.

## Formació i jaciments
Va ser descoberta l'any 1980 a Lasamba Hill, al districte de Kwale (Província Costanera, Kenya). També se n'ha trobat al dipòsit de Vihanti (Finlàndia), a la pedrera de marbre de Pereval (óblast d'Irkutsk, Rússia) i als jaciments de Coma Fosca, Roca de Ponent i Sant Miquel, a Vimbodí (Conca de Barberà, Tarragona, Catalunya).